# Rhyssemus aspericollis
Rhyssemus aspericollis är en skalbaggsart som beskrevs av Rudolph Petrovitz 1965. Rhyssemus aspericollis ingår i släktet Rhyssemus och familjen Aphodiidae. Inga underarter finns listade i Catalogue of Life.